# アスモデウスはあきらめない
『アスモデウスはあきらめない』は、勇人による日本の漫画。竹書房『ストーリアダッシュ』にて2017年5月26日から2020年8月14日まで配信された。単行本は全8巻。
神父代理として教会を守る神木律が、悪魔のアスモデウスたちと戯れるラブコメディ。

## 登場人物
神木律（かみきりつ）
神父代理として教会を守る高校2年生。
アスモデウスを操ることのできるソロモンの指輪を持つ。
神木このみ（かみきこのみ）
律の妹。
芽衣（めい）
律の幼馴染。
アスモデウス
72の軍団を率いる序列32番の大いなる王。
ソロモンが神より授かった指輪は72の悪魔を使役することができたが、それに唯一抗った悪魔。
セーレ
26の軍団を率いる序列70番の地獄の強大な君主。

## 書誌情報
- 勇人 『アスモデウスはあきらめない』 竹書房〈バンブーコミックス〉、全8巻
  1. 2018年1月30日発売、ISBN 978-4-8019-6170-8
  2. 2018年6月30日発売、ISBN 978-4-8019-6306-1
  3. 2018年11月30日発売、ISBN 978-4-8019-6455-6
  4. 2019年5月30日発売、ISBN 978-4-8019-6626-0
  5. 2019年9月30日発売、ISBN 978-4-8019-6749-6
  6. 2020年2月28日発売、ISBN 978-4-8019-6878-3
  7. 2020年6月30日発売、ISBN 978-4-8019-6981-0
  8. 2020年9月30日発売、ISBN 978-4-8019-7086-1